# Лев зимой (фильм, 1968)
«Лев зимой» (англ. The Lion In Winter) — кинофильм. Экранизация одноимённой пьесы Джеймса Голдмена.

## Сюжет
1183 год. Во время предстоящего Рождества, король Англии Генрих, чья жизнь уже клонится к закату, должен встретиться с молодым королём Франции Филиппом. Для того, чтобы встреча прошла на должном уровне, Генрих даже временно выпускает свою жену Алиенору из заточения, в которое она попала за участие в заговоре против мужа.
Трое сыновей Генриха II — Ричард, Джеффри и Джон также прибывают на Рождество к отцу, тем более что после недавней смерти их старшего брата Генриха королю надо решить вопрос о престолонаследии. Формально трон должен унаследовать следующий по старшинству — Ричард, и к нему благоволит Алиенора (что немаловажно, поскольку за ней — наследование Аквитании, обширной и богатой области во Франции). Но младший, Джон — ближе отцу. Нелюбимый родителями и братьями Джеффри также имеет виды на престол и плетет хитроумнейшую интригу, чтобы стать наследником в обход фаворитов.
Вопрос престолонаследия волнует и воспитанную в Англии французскую принцессу Элис — она должна стать женой будущего короля, но при этом Элис уже стала любовницей нынешнего короля, Генриха…
Филипп Август совсем молод, но далеко не прост. Он — сын покойного короля Людовика, слабого и доброго правителя, зависимого от Генриха Английского, который не только навязывал ему невыгодные соглашения, но ещё и увёл его первую жену, Алиенору. Филипп намерен взять реванш, неожиданно вмешавшись в дела английского королевского дома.
Королева Алиенора больше не желает возвращаться в тюрьму и намерена через игру вокруг наследования Аквитании вернуть себе свободу и права королевы.
Генрих II видит (или ему кажется, что он видит) планы всех участников встречи и собирается воспользоваться чужим властолюбием в своих целях… Но главным для него окажется не политический, а личный конфликт — ни один из сыновей не отвечает его ожиданиям от будущего наследника, а самым близким и понимающим его человеком оказывается давно бунтующая против него жена…

## В ролях
| Актёр          | Роль                                    |
| -------------- | --------------------------------------- |
| Питер О’Тул    | Генрих II (король Англии)               |
| Кэтрин Хэпбёрн | Алиенора Аквитанская                    |
| Энтони Хопкинс | Ричард Львиное Сердце                   |
| Терри Найджел  | Джон (Иоанн Безземельный)               |
| Джон Касл      | Джеффри II Плантагенет (герцог Бретани) |
| Тимоти Далтон  | Филипп II Август                        |
| Джейн Мерроу   | Элис                                    |
| Сток Найджел   | Капитан Уильям Маршал                   |

## Награды и номинации

### Награды
- 1969 — Премия «Оскар»
  - Лучшая женская роль — Кэтрин Хэпбёрн
  - Лучшая музыка — Джон Барри
  - Лучший сценарий — Джеймс Голдмэн
- 1969 — Премия BAFTA
  - Лучшая женская роль — Кэтрин Хэпбёрн
  - Лучшая музыка (Anthony Asquith Award) — Джон Барри
- 1970 — Премия David di Donatello
  - Лучший зарубежный продюсер — Мартин Полл
- 1969 — Премия «Золотой глобус»
  - Лучший фильм-драма
  - Лучший драматический актёр — Питер О’Тул

### Номинации
- 1969 — Премия «Оскар»
  - Лучший актёр — Питер О’Тул
  - Лучшие костюмы — Маргарет Фёрс
  - Лучший режиссёр — Энтони Харви
  - Лучший фильм — Мартин Полл
- 1969 — Премия BAFTA
  - Лучшая операторская работа — Дуглас Слокомб
  - Лучшие костюмы — Маргарет Фёрс
  - Лучший сценарий — Джеймс Голдмэн
  - Лучший саундтрек — Крис Гринхэм
  - Лучший актёр второго плана — Энтони Хопкинс
  - Награда ООН — Энтони Харви
- 1969 — Премия «Золотой глобус»
  - Лучшая драматическая актриса — Кэтрин Хэпбёрн
  - Лучший режиссёр — Энтони Харви
  - Лучшая оригинальная музыка — Джон Барри
  - Лучший сценарий — Джеймс Голдмэн
  - Лучшая актриса второго плана — Джейн Мерроу